# Marco Emílio Lépido Porcina
Marco Emílio Lépido Porcina (em latim: Marcus Aemilius Lepidus Porcina) foi um político da gente Emília da República Romana eleito cônsul em 137 a.C. com Caio Hostílio Mancino. Provavelmente era filho de Marco Emílio Lépido, tribuno em 190 a.C., e neto de Marco Emílio Lépido, cônsul em 187 a.C..

## Comando na Hispânia

Mapa da conquista da Hispânia mostrando a posição de Numância e o território dos váceos

Eleito cônsul em 138 a.C., Porcina foi enviado à Hispânia Citerior durante seu mandato para suceder ao seu colega Caio Hostílio Mancino, que havia sido derrotado pelos numantinos. Enquanto esperava por reforços vindos da Itália e sem condições de contra-atacar os numantinos, Porcina resolveu declarar guerra aos váceos sob o pretexto de que eles eram aliados dos numantinos. Porém, o Senado, logo depois de saber sua de sua decisão, enviou emissários com a missão de fazê-lo desistir do plano, pois não havia apoio para mais uma guerra na Hispânia depois de tantos desastres. Lépido, porém, já havia iniciado a campanha quando eles chegaram e havia inclusive chamado seu parente, Décimo Júnio Bruto Galaico, cônsul no ano anterior e procônsul da Hispânia Ulterior, um general de considerável experiência e habilidade.
Apesar da ajuda, fracassou. Depois de arrasar o território, os dois generais iniciaram um cerco a Palância, a capital dos váceos (a moderna Palência). No ano seguinte, Lépido continuou sua campanha como procônsul e depois muito sofrimento pela falta de provisões, os romanos tiveram que levantar o cerco, perdendo uma parte considerável do exército durante a retirada. Quando as notícias chegaram a Roma, Lépido perdeu seu comando e foi obrigado a pagar uma multa.
Lépido era áugure em 125 a.C. quando foi convocado pelos censores Cneu Servílio Cepião e Lúcio Cássio Longino Ravila para explicar o motivo de ter construído uma casa exuberante demais para os padrões romanos.

## Política
Lépido era um homem educado, de gostos refinados e membro do grupo aristocrático no Senado (os optimates). Cícero, que leu seus discursos, o descreve como o maior orador de sua época e afirma que ele foi o primeiro a introduzir na oratória latina o fluxo suave e harmônico de palavras e a construção artificial de sentenças, características do grego. Ele ajudou a formar o estilo de Tibério Graco e Caio Carbão, que gostavam de ouvi-lo.
Por outro lado, Lépido revelava um conhecimento do direito e instituições romanas. Durante seu consulado, ele se opôs a uma lei que introduzia a eleição por "cédulas" (Lex Cassia Tabellaria) proposta por Lúcio Cássio Longino Rávila e, aparentemente, segundo um fragmento de Prisciano, Lépido votou a favor de repelir a Lax Aemilia, possivelmente a "Lex Aemilia sumptuaria" proposta pelo cônsul Marco Emílio Escauro em 115 a.C..